# Bembidion aegrum
Bembidion aegrum es una especie de escarabajo del género Bembidion, categorizada en la tribu Bembidiini, de la subfamilia Trechinae.

## Distribución
Se distribuye por Costa Rica.

## Taxonomía
Fue descrita por Erwin en 1982.